# Gordon
För andra betydelser, se Gordon (olika betydelser).
Gordon är namn på en skotsk klan och därmed ett efternamn i den engelsktalande världen. Det är vidare ett judiskt efternamn, från Hrodna (Grodno på ryska) i Belarus. Gordon kan  användas som förnamn och ingå i geografiska namn.

## Skotska klanen Gordon
- Klanen Gordon, artikel om klanen

## Personer med efternamnet Gordon

### A
- Adam Lindsay Gordon (1833–1870), australisk poet
- Adoniram Judson Gordon,(1836–1895), amerikansk baptistpastor
- Alastair Gordon (född 1976), australisk roddare
- Alexander Gordon, 3:e earl av Huntly
- Alexander Gordon, 4:e hertig av Gordon (1743–1827), brittisk adelsman
- Andrew Gordon  (född 1985), kanadensisk ishockeyspelare

### B
- Barbara Gordon
- Barry Gordon (född 1948), amerikansk röstskådespelare
- Bart Gordon  (född 1949), amerikansk politiker, demokrat, kongressrepresentant för Tennessee
- Ben Gordon (född 1983), brittisk-amerikansk basketspelare
- Boyd Gordon  (född 1983), kanadensisk ishockeyspelare
- Bridgette Gordon (född 1967), amerikansk basketspelare

### C
- C. Henry Gordon  (1883–1940), amerikansk skådespelare
- Cain Gordon (född 1980), svensk rockmusiker
- Charles Gordon (född 1947), amerikansk filmproducent
- Charles George Gordon (1833–1885), brittisk general, filantrop och nationalhjälte
- Charles William Gordon (1860–1937), kanadensisk författare, känd som Ralph Connor
- Chrisann Gordon (född 1994), jamaicansk löpare
- Craig Gordon (född 1982), skotsk fotbollsmålvakt
- Cyrus Gordon, amerikansk orientalist

### D
- Dennie Gordon, amerikansk filmregissör
- Dexter Gordon (1923–1990), amerikansk tenorsaxofonist
- Douglas Gordon (född 1966), skotsk konstnär

### E
- Ed Gordon (1906–1971), amerikansk längdhoppare

### G
- Gale Gordon (1906–1995), amerikansk skådespelare
- George Gordon, flera personer
  - George Gordon (politiker) (1751–1793), brittisk politiker, känd som Lord George Gordon
  - George Gordon, 1:e earl av Aberdeen (1637–1720)
  - George Gordon Byron, 6:e baron Byron (1788–1824), brittisk romantisk poet, känd som Lord Byron
  - George Gordon, 1:e hertig av Gordon (1649–1716), skotsk adelsman
  - George Gordon, 5:e hertig av Gordon (1770–1836), skotsk adelsman
  - George Gordon, 2:e earl av Huntly (före 1455–1501)
  - George Gordon, 4:e earl av Huntly (1514–1562)
  - George Gordon, 5:e earl av Huntly (död 1576)
  - George Gordon, 1:e markis av Huntly (1562–1636)
  - George Gordon, 2:e markis av Huntly (död 1649)
  - George Hamilton-Gordon, 4:e earl av Aberdeen (1784–1860),brittisk statsman

### H
- Hannah Gordon (född 1941), brittisk skådespelare
- Harry Gordon (1893–1957), brittisk kompositör och artist

### J
- James Gordon, flera personer
  - James Gordon (kongressledamot) (1739–1810), amerikansk politiker, representant för New York
  - James Gordon (senator) (1833–1912), amerikansk politiker, demokrat, senator för Mississippi
  - James Gordon (seriefigur)
  - James Wright Gordon (1809–1853), amerikansk diplomat och politiker, whig, guvernör i Michigan
- Jeff Gordon (född 1971), amerikansk racerförare
- Jeffrey Gordon (född 1947), amerikansk biolog
- Jehuda Leib Gordon (1830–1892), rysk-judisk poet
- John Brown Gordon (1832–1904), amerikansk militär och politiker, demokrat, senator och guvernör för Georgia
- Joseph Gordon-Levitt (född 1981), amerikansk skådespelare, regissör och manusförfattare

### K
- Keith Gordon (född 1961), amerikansk skådespelare, regissör och filmproducent
- Kim Gordon (född 1953), amerikansk musiker
- Kiowa Gordon (född 1990), amerikansk skådespelare

### L
- Lalonde Gordon (född 1988), trinidadisk kortdistanslöpare
- Lawrence Gordon (född 1936), amerikansk producent
- Lonnie Gordon (född 1965), amerikansk sångare och låtskrivare
- Lucy Gordon (1980–2009), brittisk skådespelare och fotomodell

### M
- Mark Gordon
- Mary Gordon (född 1949), amerikansk författare
- Mary Gordon-Watson  (född 1948), brittisk ryttare

### N
- Nina Gordon  (1967), amerikansk rockmusiker

### P
- Patrick Gordon (1635–1699), skotsk-rysk  militär
- Patrick Gordon Walker (1907–1980), brittisk politiker, labour

### R
- Richard Gordon (1921–2017), brittisk författare, pseudonym för Gordon Ostlere
- Richard F. Gordon (1929–2017), amerikansk astronaut
- Robby Gordon (född 1969), amerikansk racerförare
- Robert Gordon (född 1947), amerikansk rockabillysångare
- Rodney Gordon (1933–2008), brittisk arkitekt
- Rosco Gordon  (1928–2002), amerikansk bluessångare, låtskrivare och pianist
- Roualeyn George Gordon-Cumming (1820–1866), brittisk forskningsresande
- Ruth Gordon (1896–1985), amerikansk skådespelare och manusförfattare

### S
- Slade Gorton

### T
- Tuula Gordon (född 1952), finländsk sociolog

### W
- Walter Gordon (1893–1939), tysk teoretisk fysiker
- Willy Gordon (1918–2003), svensk skulptör
- Wynter Gordon (född 1985), amerikansk sångerska och låtskrivare

## Personer med förnamnet Gordon
- Gordon Brown (född 1951), brittisk premiärminister
- Gordon B. Hinckley, (1910–2008), den 15:e presidenten för Jesu Kristi Kyrka av Sista Dagars Heliga
- Gordon Ramsay (född 1966), skotsk stjärnkock
- Gordon de Quetteville Robin, (1921–2004), australisk fysiker och polarforskare
- Gordon Sumner (född 1951), känd under sitt artistnamn Sting.

## Fiktiva personer (motsvarande)
- Blixt Gordon [engelska| Flash Gordon), tecknad serie
- Gordon, fotbollstränare i Bertböckerna
- Gordon Freeman, huvudpersonen i Half-Life-serien.
- Gordon Gekko, skådespelaren Michael Douglas Oscarsbelönade roll i filmen Wall Street (1987).
- Gordon, ett lok i The Railway Series och Thomas och vännerna av W.V. Awdry.
- Melinda Gordon, huvudrollspersonen i TV-serien Ghost whisperer